# تشرشل (دبابة)
دبابة تشرشل (بالإنجليزية: Churchill tank) ويُطلق عليها أيضًا دبابة الفرسان إم كيه (أيه 22) تشرشل  هي دبّابة فرسان بريطانيّة، بدأت في الخدمة في القوّات المُسلَّحة البريطانيّة خلال الحرب العالمية الثانية، كما استخدمتها عدّة دول أخرى بتلك الفترة. سُمِّيت باسم رئيس الوزراء البريطاني ونستون تشرشل.

## التاريخ
قامت شركة فوكسهول موتورز البريطانيّة بإنتاج حوالي 5,640 دبّابة من نوع تشرتشل بين عاميّ 1941 و1945 لدعم قوّات الحلفاء في الحرب العالميّة الثانية.
لقد خدمت هذه الدبّابة بشكل رئيسي في حملة شمال أفريقيا، إذ استخدمتها القوّات البريطانيّة ودول الكومنولث بعد أن قام الإنجليز بتطويرها حتى تستطيع التغلّب على دبّابة النمر-1 الألمانية في تلك المنطقة. خدمت الدبّابة أيضًا في جبهة شمال غرب أوروبا، وعلى الجبهة الشرقيّة، حيث استخدمتها القوّات السوفيتيّة.

## المستخدمون
- الاتحاد السوفيتي
- أيرلندا
- بولندا
- المملكة العراقية - أُخرجت من الخدمة واستُبدلت بدبابات سنتوريون.
- كندا
- المملكة المتحدة

## وصلات خارجية
- مشروع دبابات تشرشل (بالإنجليزية)